# 達德利鎮區 (明尼蘇達州清水縣)
達德利鎮區（英語：Dudley Township）是位於美國明尼蘇達州清水縣的一個行政鎮區。

## 地方資料
達德利鎮區的面積為81.10平方千米，當中陸地面積為76.80平方千米，而水域面積為4.30平方千米。根據2020年美國人口普查的數據，當地共有人口420人，而人口密度為每平方千米5.18人。